# Synalus
Genre
Synalus est un genre d'araignées aranéomorphes de la famille des Thomisidae.

## Distribution
Les espèces de ce genre sont endémiques d'Australie. Elles se rencontrent en Tasmanie et en Nouvelle-Galles du Sud.

## Liste des espèces
Selon World Spider Catalog (version 18.0, 25/02/2017) :
- Synalus angustus (L. Koch, 1876)
- Synalus terrosus Simon, 1895

## Publication originale
- Simon, 1895 : Histoire naturelle des araignées. Paris, vol. 1, p. 761-1084 (texte intégral).